# 2000 AA96
2000 AA96 är en asteroid i huvudbältet som upptäcktes den 4 januari 2000 av LINEAR i Socorro County, New Mexico.
Asteroiden har en diameter på ungefär 5 kilometer och den tillhör asteroidgruppen Koronis.